# 스쿨리관코박쥐
스쿨리관코박쥐(Murina tubinaris)는 애기박쥐과에 속하는 박쥐의 일종이다. 인도와 라오스, 미얀마, 파키스탄, 태국 그리고 베트남에서 발견된다. 이전에는 회색관코박쥐 종들을 스쿨리관코박쥐로 분류하기도 했다.